# Mandalaj

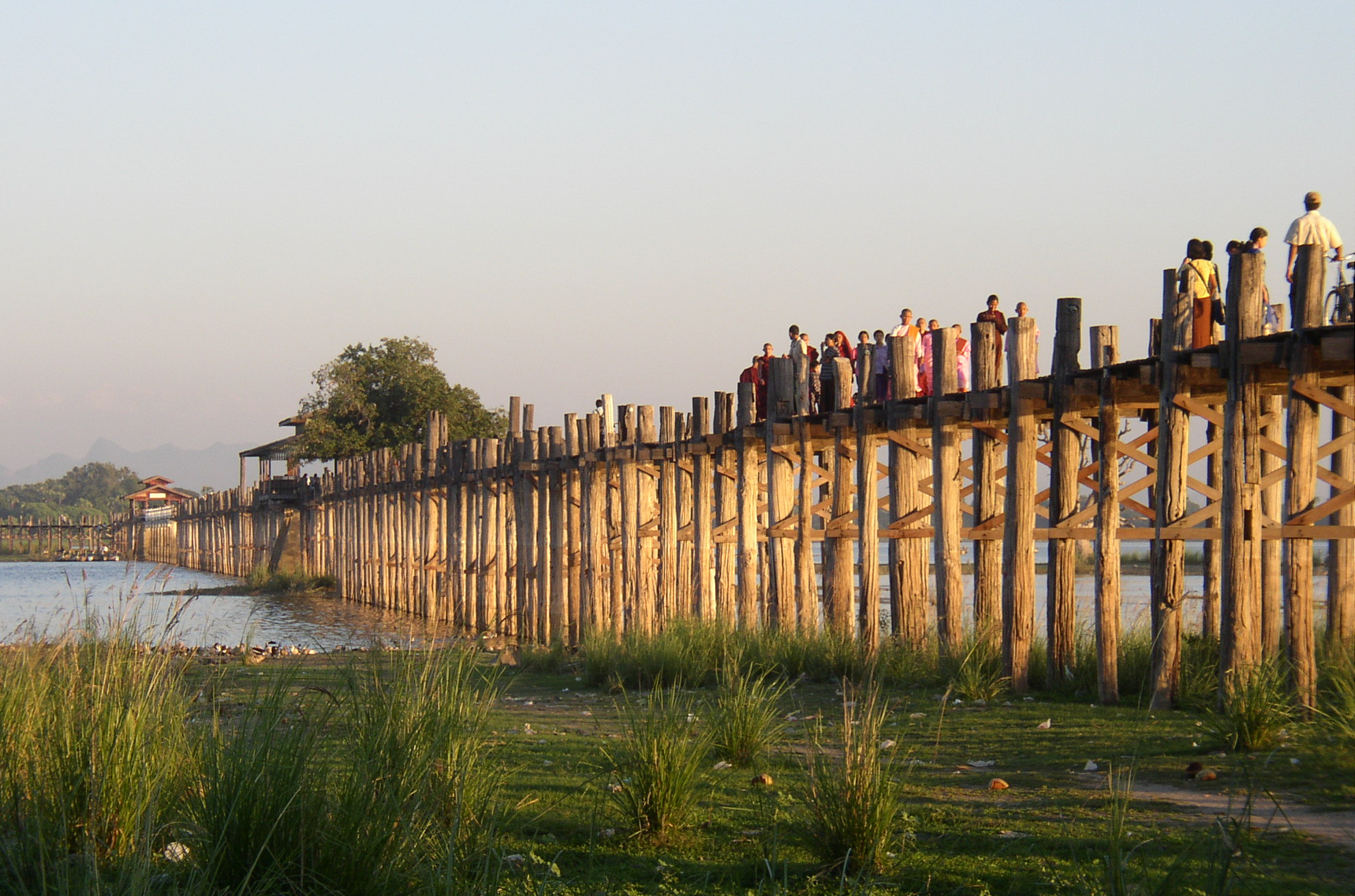
Most nad jeziorem Taungthaman

Mandalaj (birm. မန္တလေး /màɴdəlé/, ang. Mandalay) – miasto w środkowej Mjanmie, nad rzeką Irawadi, ośrodek administracyjny prowincji Mandalaj. Liczba mieszkańców przekracza milion i jest to drugie co do wielkości miasto kraju. Przedmieściem Mandalaj jest Amayabuya. Miasto było stolicą Birmy w latach 1857–1885.

## Toponimia
Nazwa wzgórza pochodzi prawdopodobnie od słowa palijskiego, chociaż dokładny źródłosłów nie jest pewny. Pod uwagę brane są między innymi: Mandala (oznaczające okrągłą płaszczyznę), Mandare (oznaczające prawdopodobnie „pomyślną ziemię”) lub Mandara (góra z mitologii hinduistycznej). Istnieją też wyjaśnienia łączące nazwę z imieniem Mingalay. Takie imię nosił na przykład wygnany syn króla Paganu Shin Saw Mingalay, który według legendy miał przez jakiś czas zamieszkiwać Wzgórze Mandalaj. Inna legenda wspomina o odwiedzeniu wzgórza przez księżniczkę Pyu o imieniu Mingalay.
Po założeniu w roku 1857, królewska stolica otrzymała oficjalną nazwę Yadanabon (birm. ရတနာပုံ /jədənàbòʊɴ/), będącą birmańską wersją jej palijskiej nazwy Ratanapura, oznaczającej „Miasto Drogocennych Kamieni”. Nazywana była też Lay Kyun Aung Myei (birm. လေးကျွန်းအောင်မြေ /lé dʑʊ́ɴ àʊɴ mjè/; pol. Zwycięski Kraj nad Czterema Wyspami) a pałac królewski – Mya Nan San Kyaw (birm. မြနန်းစံကျော် /mja̰ náɴ sàɴ tɕɔ̀/; pol. Słynny Królewski Szmaragdowy Pałac).

## Gospodarka
W mieście rozwinął się przemysł włókienniczy, spożywczy, drzewny oraz metalowy.

## Ważne miejsca
- Wzgórze Mandalaj (birm. မန္တလေးတောင် /màɴdəlé tàʊɴ/, ang. Mandalay Hill): przez długi czas traktowane jako święta góra. Według legendy, Budda podczas swojej wizyty na wzgórzu przepowiedział, że u jego stóp zostanie założone wielkie miasto. Wzgórze mierzy 240 m.
- Pałac Królewski (birm. မန္တလေး နန်းတော် /máɴdəlé náɴdɔ̀/, ang. Mandalay Palace): kompleks pałacowy, zniszczony przez pożar podczas II wojny światowej. Jego mury, bramy miejskie zwieńczone drewnianymi pawilonami oraz otaczająca fosa, zostały odbudowane przez robotników przymusowych. Na terenie kompleksu pałacowego znajdują się model pałacu, wieża Nanmyint-saung oraz Muzeum Kultury.
- Klasztor Shwenandaw (birm. ရွှေနန်းတော်ကျောင်း /ʃwènándɔ̀ tʃáun/, ang. Shwenandaw Monastery): Klasztor stanowi pozostałość po starym pałacu, został przeniesiony na swoje obecne miejsce przez króla Thibawa w 1880 r.
- Świątynia Mahamuni (birm. မဟာမုနိဘုရားကြီး /məhà mṵnḭ pʰəjádʑí/: według podań znajdujący się w niej posąg został odlany jeszcze za życia Gautamy Buddy, który tchnął w swój wizerunek życie obejmując go siedmiokrotnie. Pobożni buddyści utrzymują więc konsekwentnie, iż wizerunek ten jest żywy i nazywają go Świętym Żywym Wizerunkiem Wielkiego Mędrca (Mahamuni). Czczona jako najświętsza spośród świątyń Mandalaj, Świątynia Mahamuni wybudowana została przez króla Bodawpayę w 1784 r. Przedstawiający Buddę w pozycji siedzącej posąg mierzy 3,8 m wysokości. Wczesnym rankiem odprawiany jest tam rytuał obmywania twarzy wizerunku Buddy. Wielki Obraz uważany jest za najważniejszy, obok Pagody Szwedagon, święty obiekt w Mjanmie.
- Pagoda Kuthodaw (birm. ကုသိုလ်တော်‌ဘုရား /kṵðòdɔ̀ pʰəjá/, dosł. Królewska Zasługa): Wybudowana przez króla Mindona w 1857 r., pagoda wzorowana na Pagodzie Shwezigon w Nyaung U. Jest otoczona przez 729 ustawionych pionowo kamiennych płyt, na których wyryto całość Tipitaki w formie zredagowanej i zatwierdzonej przez Piąty Synod Buddyjski. Ze względu na te kamienne inskrypcje nazywana jest „Największą Książką Świata”.
- Pagoda Kyauktawgyi: w pobliżu południowego podejścia do wzgórza Mandalaj ustawiono Wizerunek Buddy Kyauktawgyi powstały w latach 1853–1878 na polecenie króla Mindona. Wizerunek wyrzeźbiono w pojedynczym olbrzymim bloku marmuru. Wokół niego zgromadzono posągi 80 Arahantów (Wielkich Uczniów Buddy) – 20 po każdej jego stronie. Rzeźbienie Wizerunku zakończono w 1865 r.
- Ogród Zoologiczny Yadanabon: małe zoo zlokalizowane między Pałacem Królewskim a wzgórzem Mandalaj. Gromadzi ponad 300 gatunków zwierząt. Jest jedynym zoo posiadającym birmańskiego żółwia rzecznego (Batagur trivittata).

### Ważne miejsca w okolicy
- Dzwon Mingwan – jeden z największych dzwonów na świecie.
- Wielka Królewska Pagoda w Mingwan – nieukończona pagoda, która w zamierzeniu króla Bodawpayi miała być największa na świecie.

## Odniesienia w kulturze
- Rudyard Kipling napisał wiersz pod tytułem Mandalay
- Robbie Williams stworzył piosenkę Road to Mandalay, umieszczoną na albumie Sing When You’re Winning
- W mieście tym rozgrywa się w drugiej połowie XIX wieku akcja powieści Amitava Ghosha pod tytułem Szklany pałac
- Bertolt Brecht napisał utwór pod tytułem Mandalay (La chanson de mandalay), do którego muzykę skomponował Kurt Weill

## Miasta partnerskie
- Kunming, Chińska Republika Ludowa
- Phnom Penh, Kambodża

## Galeria obrazów

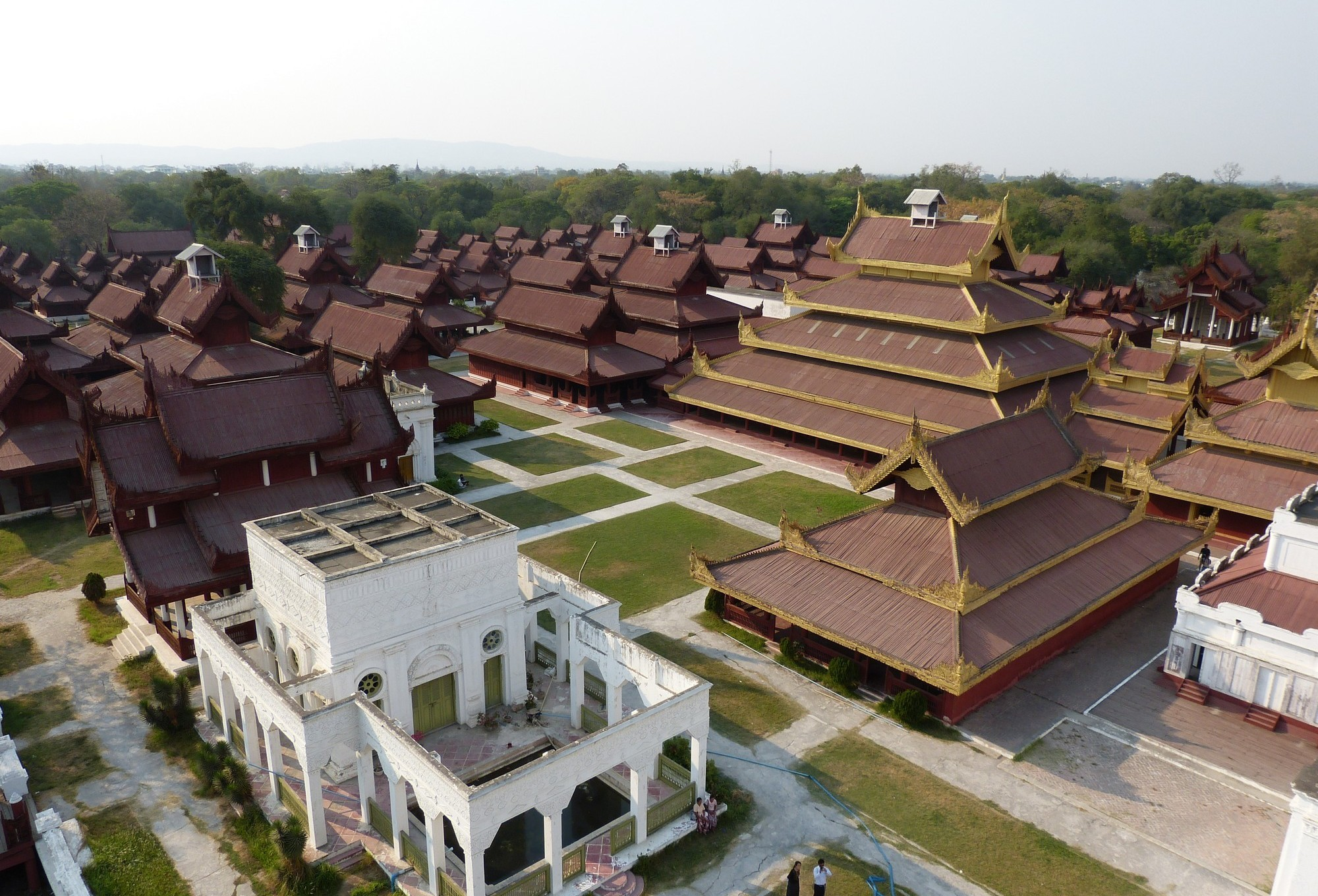
Pałac Królewski
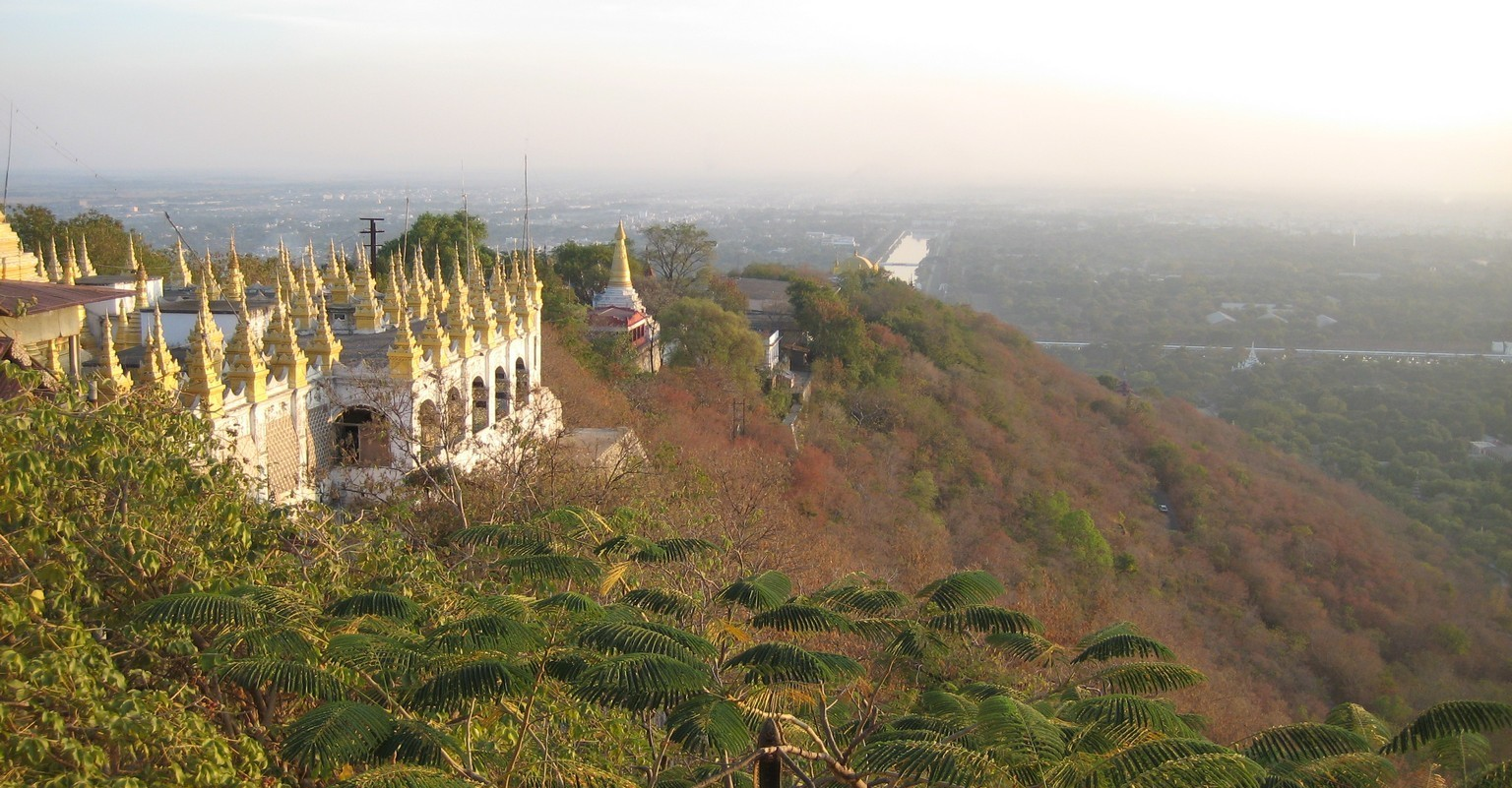
Wzgórze Mandalaj
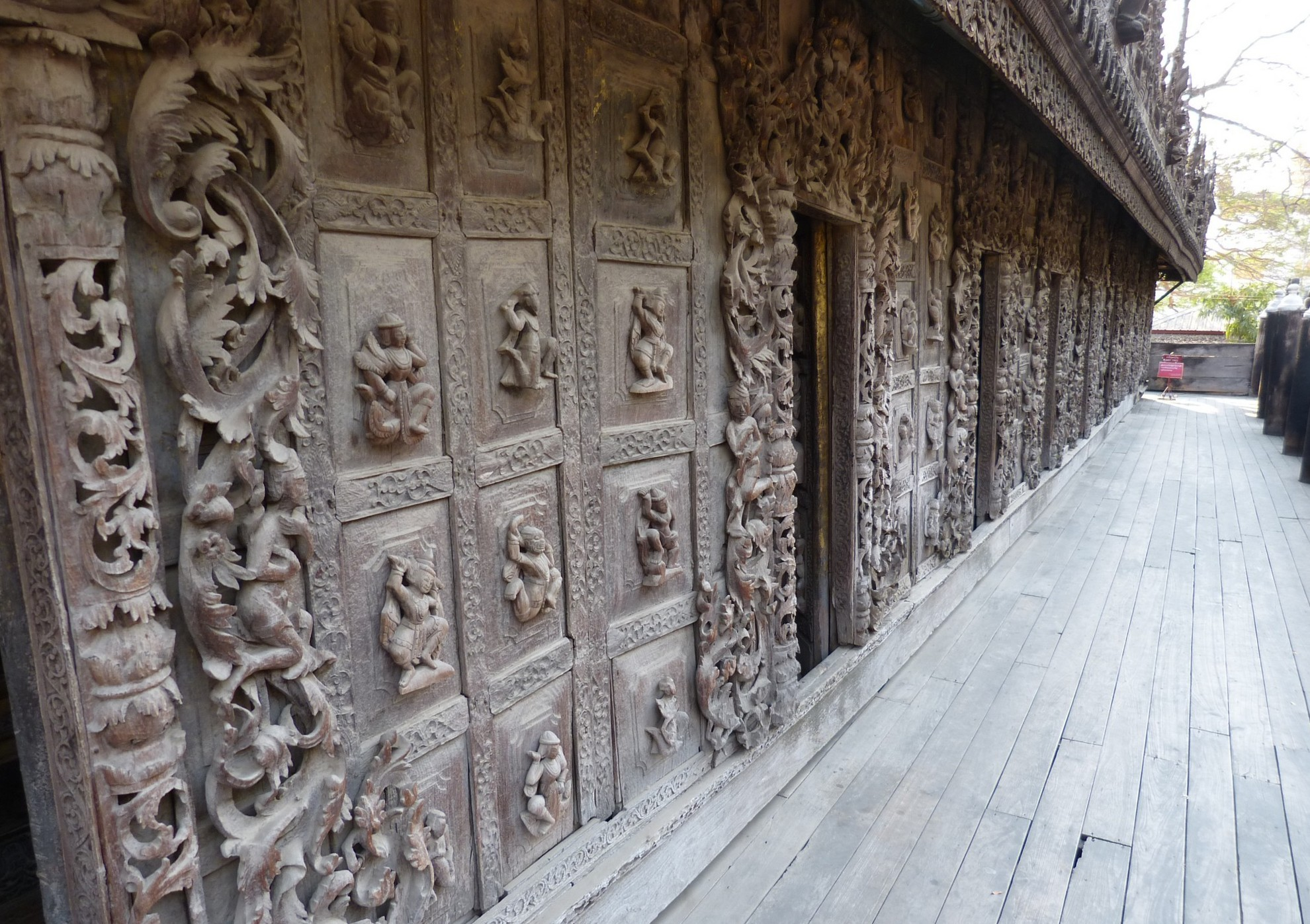
Klasztor Shwenandaw
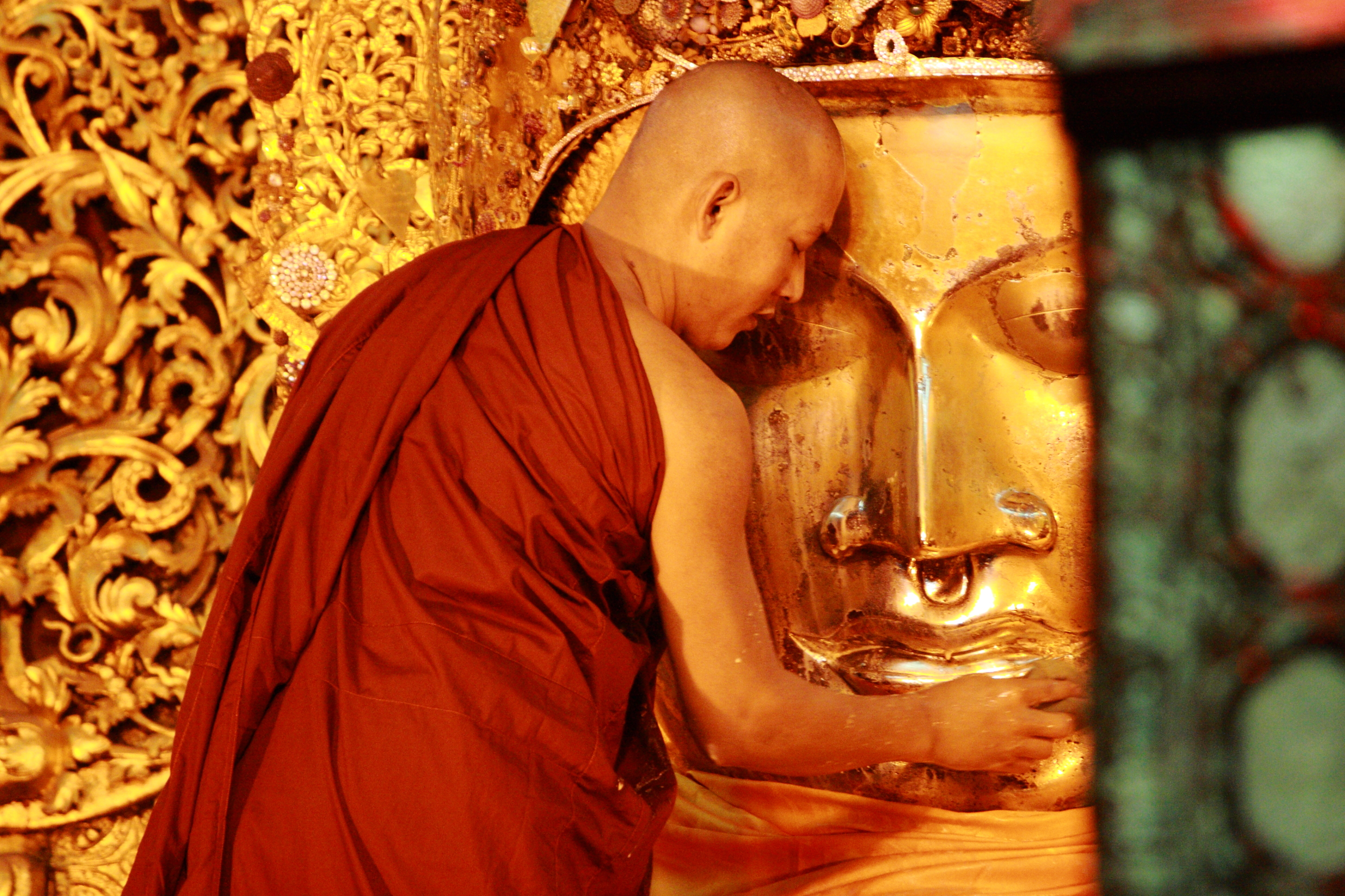
Wizerunek Buddy Mahamuni
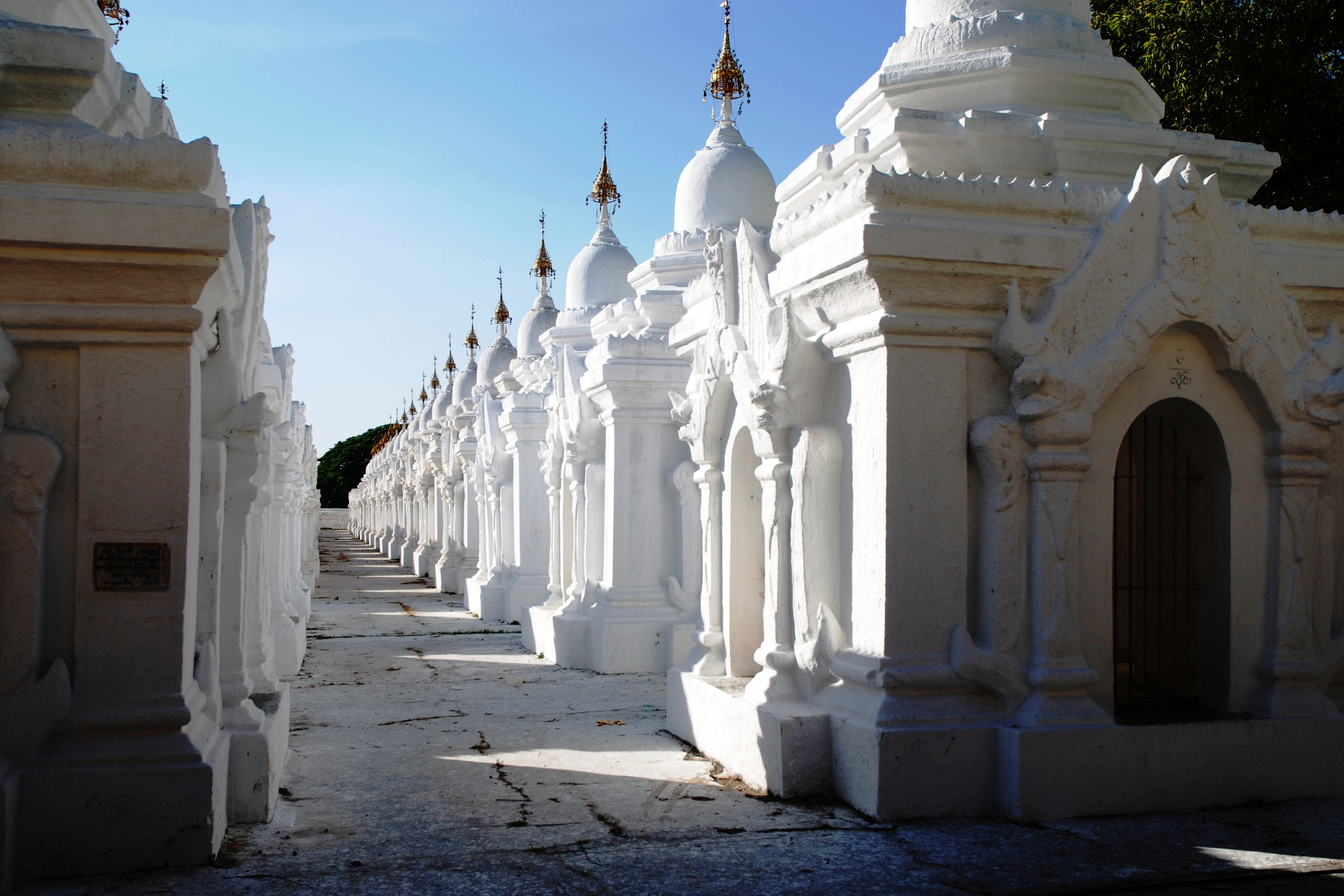
Pagoda Kuthodaw – Kapliczki z kamiennymi tablicami
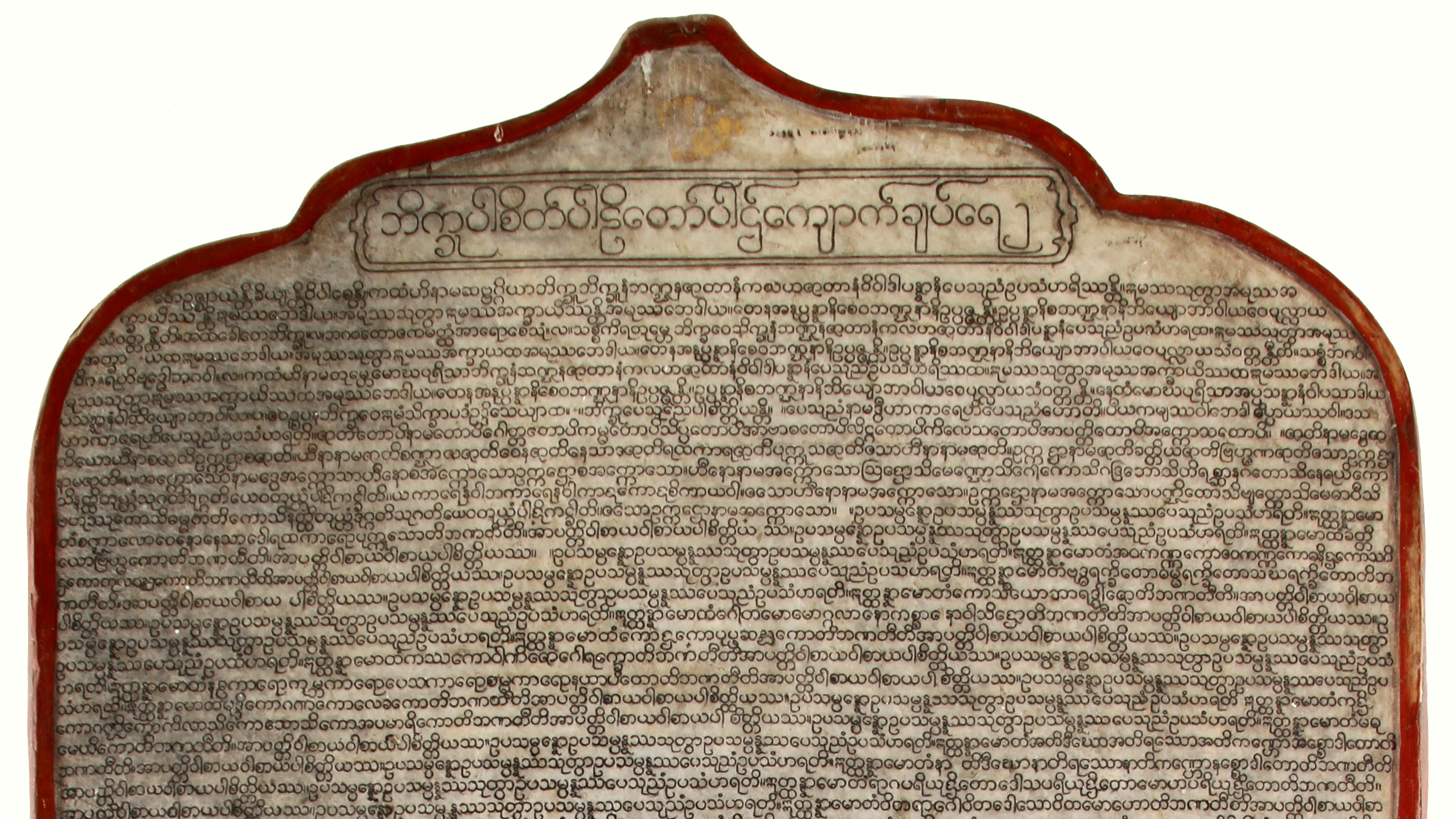
Pagoda Kuthodaw